# Roomassaare
Koordinaten: 58° 14′ N, 22° 30′ O
Roomassaare (deutsch Romasaar) ist ein Stadtteil der Inselhauptstadt Kuressaare (Arensburg) an der Südküste der Insel Saaremaa (Ösel). Der Ort wurde 1975 der Stadt eingemeindet. In dem Stadtteil liegen sowohl der Flughafen Kuressaare als auch der Hafen der Stadt.

## Lage und Geschichte
Roomassaare liegt etwa vier Kilometer südöstlich des Stadtzentrums von Kuressaare auf einer lang ausgestreckten Halbinsel (Roomassaare poolsaar), die in die Ostsee ragt. Westlich liegt die Bucht Kuressaare laht, östlich die Bucht Sepamaa laht.
Der Ort wurde erstmals 1598 als Haffen under Romser urkundlich erwähnt.
Mit dem touristischen Aufschwung Kuressaares als Kur- und Seebad seit den 1840er Jahren entstanden auch in Roomaassaare zahlreiche Pensionen und schmucke Sommerhäuser. Überregional bekannt war die private Schlammbäder-Heilanstalt des aus Wizebsk stammenden Mediziners Wladislaw Laurentius von Szeliga-Mierzeyewski (1841–1918) und seiner französischen Ehefrau Auguste Jeanne Petit de Sancerre (1855–1916). Die mondäne Kureinrichtung wurde auch von Angehörigen der zaristischen Aristokratie besucht. Das herrschaftliche Gebäude wurde 1876 errichtet und 1941 während des Zweiten Weltkriegs zerstört.
Die Halbinsel ist heute besonders bei Vogelbeobachtern beliebt.

## Hafen

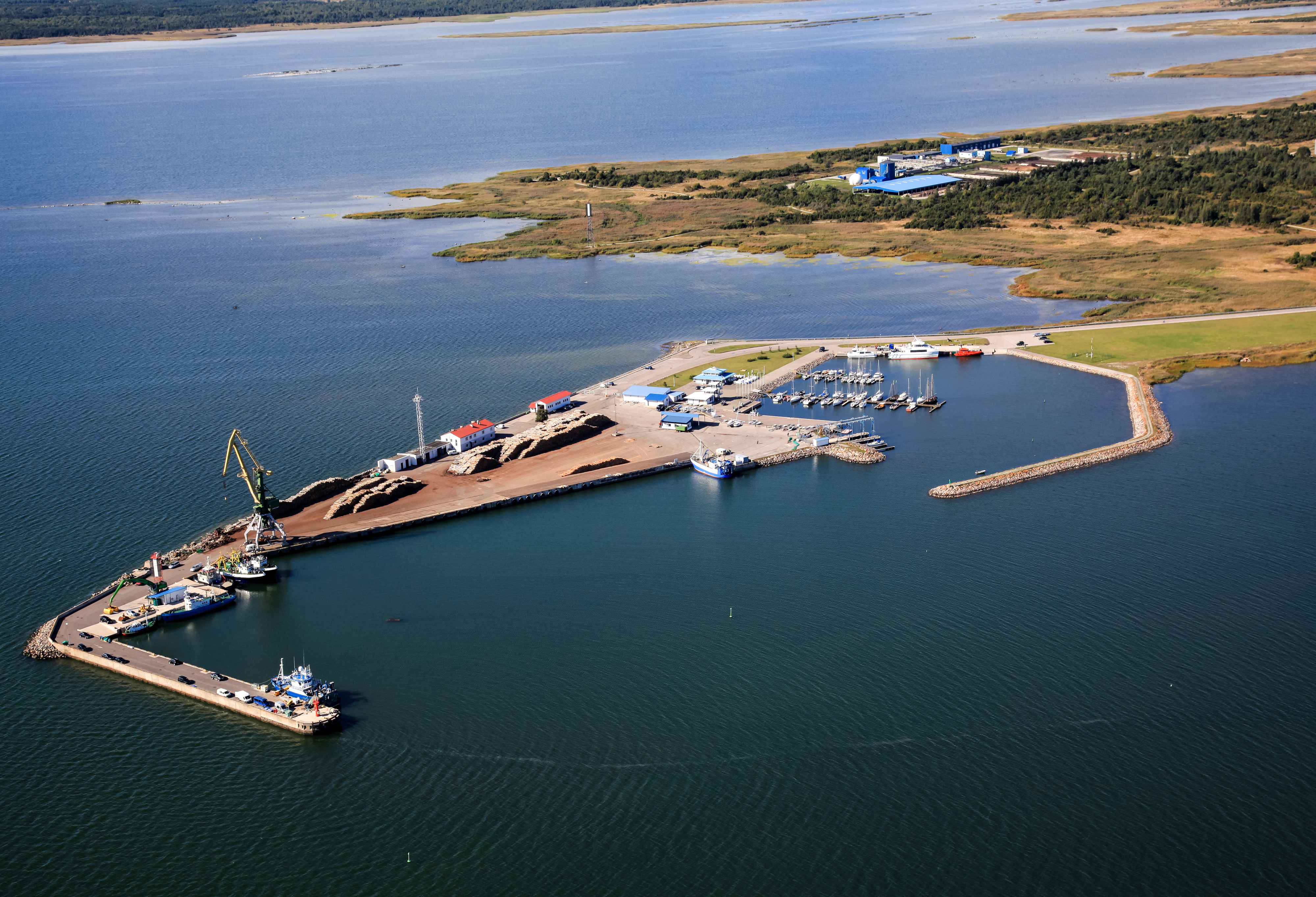
Hafen Roomassaare

Der Hafen wurde zwischen 1891 und 1894 errichtet. Er wurde 1913 vertieft; danach ruhten die Arbeiten wegen des Ersten Weltkriegs. Während der deutschen Besetzung der Insel Saaremaa im Ersten Weltkrieg begann 1917 der Bau einer Schmalspurbahn vom Hafen ins Landesinnere. Sie wurde größtenteils 1922 wieder rückgebaut.
Der Hafen verfügt heute über sechs Kais mit einer Gesamtlänge von 544 Metern. Er ist heute sowohl als Passagier- und Frachthafen als auch als Jachthafen in Betrieb. Von Roomassaare verkehren regelmäßig Fähren auf die estnischen Inseln Abruka und Ruhnu.

## Flughafen

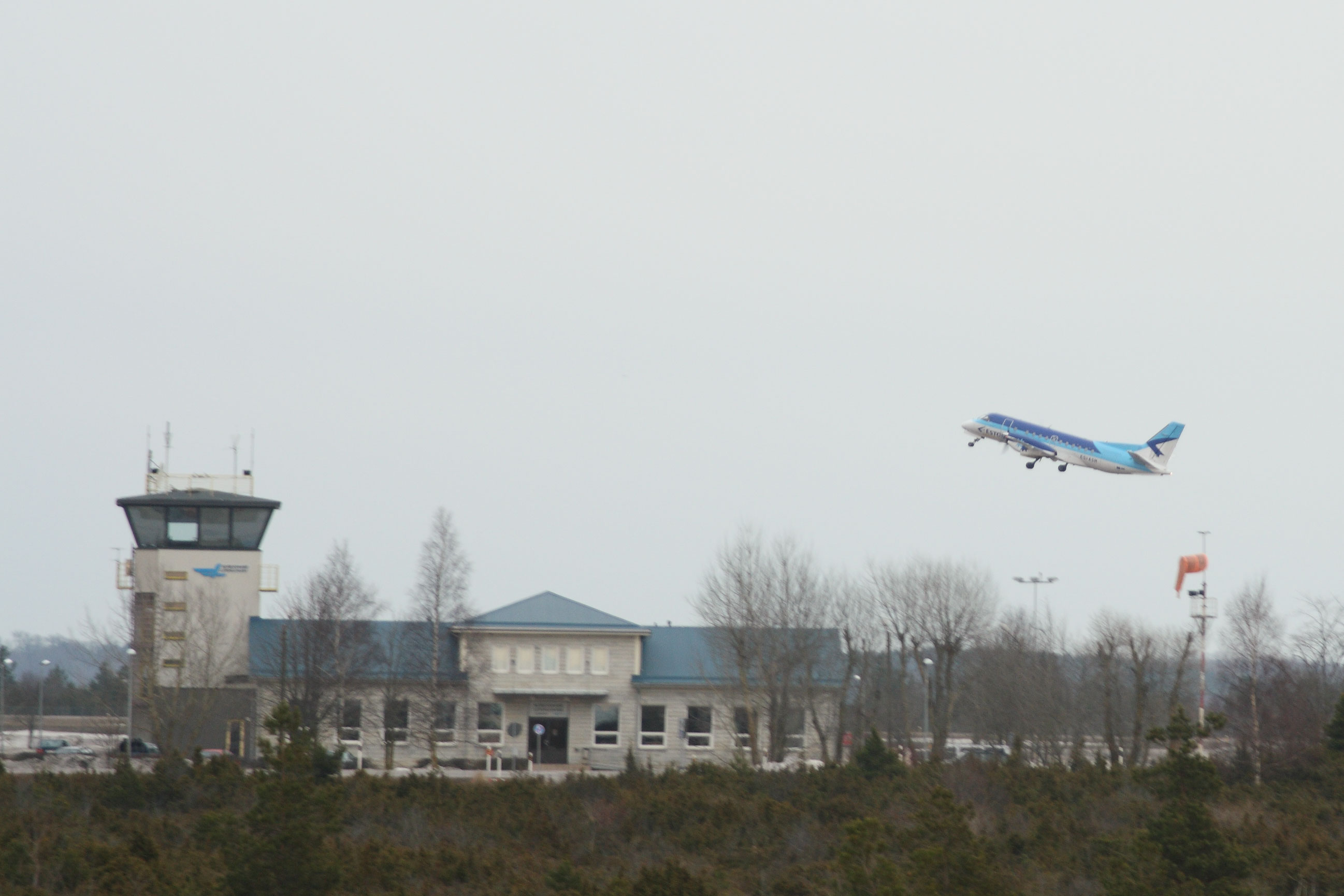
Flughafen Kuressaare

Nördlich des Hafens liegt der Flughafen von Kuressaare mit seinen beiden Start- und Landebahnen. In der zweiten Hälfte der 1930er Jahre wurde das erste Flugfeld errichtet. Offiziell wurde der Flughafen im März 1945, nach der sowjetischen Besetzung Estlands eröffnet. Das heutige Flughafengebäude stammt von 1962.
Der Flughafen bietet regelmäßige Linienflüge von und nach Tallinn sowie auf die Insel Ruhnu an.